# VMRO - Mouvement national bulgare
Pour les articles homonymes, voir VMRO.
Le VMRO/ORIM - Mouvement national bulgare (en bulgare ВМРО - Българско национално движение (VMRO - Bălgarsko nacionalno dviženie), abrégé en VMRO-BND) est un parti politique bulgare de tendance nationaliste.
Le parti parvient à rentrer au parlement à trois reprises, en formant des coalitions avec d'autres partis en 2005, 2014 et 2017.

## Histoire
Ce parti a repris le nom de l'Organisation révolutionnaire intérieure macédonienne.
Il s'est doté, en 2001, d'une organisation à destination de la jeunesse : le Comité national des jeunes du VMRO (VMRO-NMK).
Aux élections européennes de 2014 le parti se présente au sein d'une coalition avec Bulgarie sans censure, l'Union populaire agrarienne et le Mouvement du jour de Saint-Georges. La coalition obtient 238 629 voix (10,66 %) et remporte deux sièges dont un pour le VMRO : Angel Dzhambazki qui adhère au groupe des Conservateurs et réformistes européens.
Le parti intègre le gouvernement conservateur de Boïko Borissov. Son chef, Krassimir Karakatchanov, est nommé ministre de la Défense.

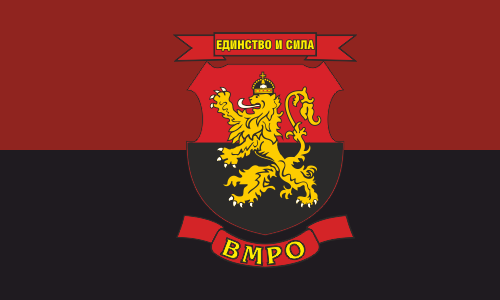
Drapeau du VMRO - Mouvement national bulgare.

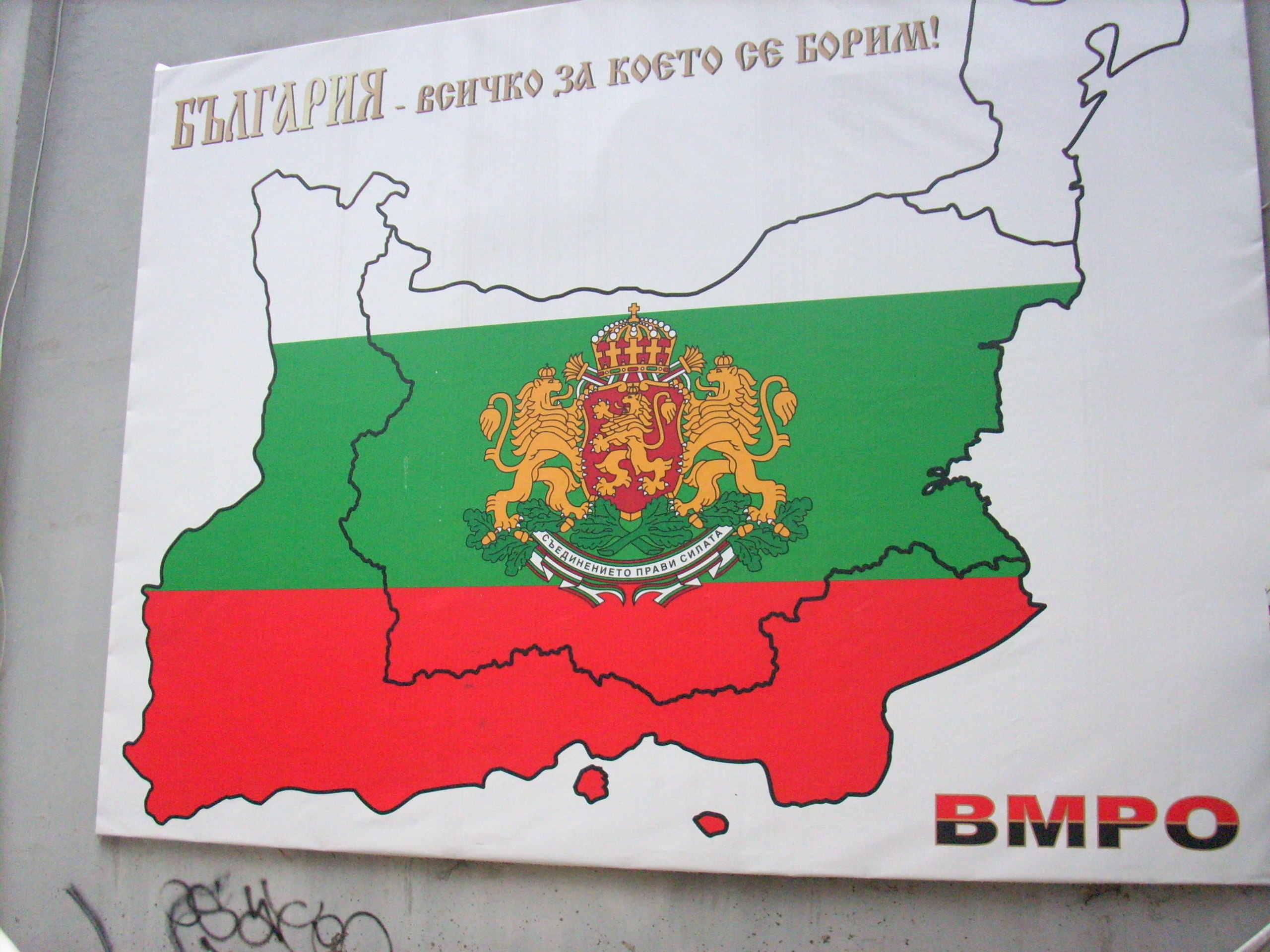
Mur près du siège de la VMRO-BND à Varna. La carte montre la Grande Bulgarie telle qu'elle devrait être selon ce parti. Le slogan au-dessus de la carte signifie « Tout ce pour quoi nous luttons ».

## Idéologie
Le VMRO se décrit comme un parti conservateur et patriotique basé sur un nationalisme moderne. Il se définit comme un « mouvement national pan-bulgare » visant à « l'unité spirituelle de la nation bulgare ». Il est connu comme un parti fortement nationaliste et chrétien orthodoxe qui prétend poursuivre la mission du VMRO historique et s'efforce de faire reconnaître le caractère bulgare de la population majoritaire de la Macédoine du Nord.
Le VMRO est farouchement conservateur sur le plan social et s'oppose catégoriquement au mariage homosexuel, allant même jusqu'à proposer des amendements supplémentaires à la constitution bulgare pour bloquer de manière préventive toute loi sur le mariage gay à l'avenir.
Le parti appelle à l'interdiction de la gay pride de Sofia, qu'il qualifie d'« immorale, néfaste et coûteuse ».
Le VMRO exprime une vision du monde antitsiganiste, proposant une « solution au problème des groupes de gitans non socialisés », qui comprend la destruction des ghettos roms, le travail pénal, la restriction des avantages sociaux et la limitation des naissances chez les jeunes Roms. De même, il est critique envers les Turcs bulgares et peu accueillant envers l'Islam en Bulgarie, appelant le gouvernement à « arrêter les sons de terreur provenant des minarets ».

## Résultats électoraux

### Élections législatives
| Année    | Votes   | %      | Rang   | Députés  |
| -------- | ------- | ------ | ------ | -------- |
| 2001     | 165 927 | 3,63   | 5e     | 0 / 240  |
| 2005     | 189 268 | 5,19   | 7e     | 13 / 240 |
| 2009     | Absent  | Absent | Absent | 0 / 240  |
| 2013     | 66 803  | 1,89   | 8e     | 0 / 240  |
| 2014a    | 239 101 | 7,28   | 5e     | 19 / 240 |
| 2017b    | 318 513 | 9,07   | 3e     | 27 / 240 |
| 04/2021  | 116 434 | 3,59   | 7e     | 0 / 240  |
| 07/2021c | 85 795  | 3,10   | 7e     | 0 / 240  |
| 11/2021  | 28 319  | 1,07   | 9e     | 0 / 240  |
| 2022     | 20 177  | 0,78   | 10e    | 0 / 240  |
| 2024     | 21 272  | 0,96   | 12e    | 0 / 240  |

- a  Au sein du Front patriotique avec le Front national pour le salut de la Bulgarie.
- b  Au sein de Patriotes unis avec le Front national pour le salut de la Bulgarie et Union nationale Attaque.
- c  Au sein de Patriotes bulgares avec le Front national pour le salut de la Bulgarie et Volya.

### Élections européennes
| Année | Votes   | %     | Rang | Députés |
| ----- | ------- | ----- | ---- | ------- |
| 2009  | 57 931  | 2,25  | 9e   | 0 / 18  |
| 2014  | 238 629 | 10,66 | 4e   | 1 / 17  |
| 2019  | 143 830 | 7,36  | 4e   | 2 / 17  |
| 2024  | 42 038  | 2,09  | 9e   | 0 / 17  |